# Лейф Еріксен
Лейф Еріксен (норв. Leif Erichsen, 15 жовтня 1888 — 4 березня 1924) — норвезький яхтсмен.
Срібний призер Олімпійських Ігор 1920 року в класі 6 метрів (за правилами 1907 року).